# Sanghuangporus
Sanghuangporus is een geslacht van schimmels behorend tot de familie Hymenochaetaceae. De typesoort is Sanghuangporus sanghuang.

## Soorten
Volgens Index Fungorum telt het geslacht 15 soorten (peildatum december 2022):
| Soortnaam                     | Auteur(s)                                                            | Publicatiejaar |
| ----------------------------- | -------------------------------------------------------------------- | -------------- |
| Sanghuangporus alpinus        | (Y.C. Dai & X.M. Tian) L.W. Zhou & Y.C. Dai                          | 2015           |
| Sanghuangporus baumii         | (Pilát) L.W. Zhou & Y.C. Dai                                         | 2015           |
| Sanghuangporus ligneus        | Ghob.-Nejh.                                                          | 2015           |
| Sanghuangporus lonicericola   | (Parmasto) L.W. Zhou & Y.C. Dai                                      | 2015           |
| Sanghuangporus lonicerinus    | (Bondartsev) Sheng H. Wu, L.W. Zhou & Y.C. Dai                       | 2015           |
| Sanghuangporus microcystideus | (Har. & Pat.) L.W. Zhou & Y.C. Dai                                   | 2015           |
| Sanghuangporus pilatii        | (Černý) Tomšovský                                                    | 2015           |
| Sanghuangporus quercicola     | Lin Zhu & B.K. Cui                                                   | 2017           |
| Sanghuangporus sanghuang      | (Sheng H. Wu, T. Hatt. & Y.C. Dai) Sheng H. Wu, L.W. Zhou & Y.C. Dai | 2015           |
| Sanghuangporus subbaumii      | Shan Shen, Y.C. Dai & L.W. Zhou                                      | 2020           |
| Sanghuangporus vaninii        | (Ljub.) L.W. Zhou & Y.C. Dai                                         | 2015           |
| Sanghuangporus viticicola     | Sheng H. Wu                                                          | 2020           |
| Sanghuangporus weigelae       | (T. Hatt. & Sheng H. Wu) Sheng H. Wu, L.W. Zhou & Y.C. Dai           | 2015           |
| Sanghuangporus weirianus      | (Bres.) L.W. Zhou & Y.C. Dai                                         | 2015           |
| Sanghuangporus zonatus        | (Y.C. Dai & X.M. Tian) L.W. Zhou & Y.C. Dai                          | 2015           |